# Новосёлово (Воскресенский район)
Новосёлово — деревня в Воскресенском муниципальном районе Московской области. Входит в состав сельского поселения Ашитковское. Население — 17 чел. (2010).

## География
Деревня Новосёлово расположена в восточной части Воскресенского района, примерно в 13 км к северу от города Воскресенск. Высота над уровнем моря 131 м. Рядом с деревней протекает река Сушенка. В деревне 4 улицы — Спортивная, Тихая, Центральная и Озерная, переулок Цветной, приписано СНТ Рассвет. Ближайший населённый пункт — деревня Богатищево.

## Название
Название связано с некалендарным личным именем Новосел.

## История
В 1926 году деревня входила в Пушкинский сельсовет Усмерской волости Бронницкого уезда Московской губернии. С 1927 года — центр Новосёловского сельсовета.
С 1929 года — населённый пункт в составе Ашитковского района Коломенского округа Московской области, с 1930-го, в связи с упразднением округа и переименованием района, — в составе Виноградовского района Московской области. В 1957 году, после того как был упразднён Виноградовский район, деревня была передана в Воскресенский район.
До муниципальной реформы 2006 года Новосёлово входило в состав Конобеевского сельского округа Воскресенского района.

## Население
В 1926 году в деревне проживало 247 человек (123 мужчины, 124 женщины), насчитывалось 56 хозяйств, из которых 50 было крестьянских. По переписи 2002 года — 23 человека (11 мужчин, 12 женщин).
| 1926 | 2002 | 2010 |
| ---- | ---- | ---- |
| 247  | ↘23  | ↘17  |